# Conde da Taipa
O título de Conde da Taipa foi criado por decreto do rei D. João VI de Portugal, datado de 3 de Julho de 1823, a favor de D. Gastão da Câmara Coutinho Pereira de Sande filho do 11ºSenhor das Ilhas Desertas  . O primeiro conde foi também 13º Senhor das Ilhas Desertas cuja representação está nos Marqueses de Tancos descendentes de D. Luís José da Câmara Coutinho 9º Senhor das Ilhas Desertas

## Titulares
1. D. Gastão da Câmara Coutinho Pereira de Sande;
2. D. Manuel Jerónimo da Câmara Coutinho Pereira de Sande;
3. D. José Félix da Câmara Coutinho Pereira de Sande.
O título encontra-se actualmente extinto.